# Sydtyrolen
Sydtyrolen, officiellt den självstyrande provinsen Bozen - Sydtyrolen; på tyska Autonome Provinz Bozen – Südtirol; på italienska Provincia autonoma di Bolzano – Alto Adige; på ladinska Provinzia Autonoma de Bulsan – Südtirol, är den nordligaste av de italienska provinserna med 531 178 invånare vid folkräkningen 2018. Provinsen bildades 1927 genom en uppdelning av provinsen Trento, en del av Grevskapet Tyrolen i Österrike-Ungern som tillföll Kungariket Italien 1919 i samband med freden i Saint-Germain. Provinsen bildar tillsammans med det självstyrande provinsen Trento, det tidigare Welschtirol, den autonoma regionen Trentino-Alto Adige vilken motsvarar österrikiska Sydtyrolens historiska omfattning. Provinsen har sedan 1972 eget självstyre till viss del och egen rätt att besluta om vart skatterna ska gå (95 procent av skatterna återvänder till provinsen, endast 5 % går till centralregeringen). Provinsens residensstad är Bolzano. Sydtyrolen tillhör europaregionen Tirol-Südtirol-Trentino som i sin geografiska utsträckning överensstämmer med det historiska kronlandet Tyrolen.
Av befolkningen är 70 procent tyskspråkiga, 25 procent italienskspråkiga, på grund av stor italiensk bosättning under 1900-talet, och 5 procent, huvudsakligen bosatta i Dolomiterna, talar ladinska. Tyska och italienska är förvaltningsspråk i hela provinsen, medan ladinska är det i delar av Sydtyrolen.

## Historia
Området tillföll det romerska riket år 59 f.Kr. Från 500- till 800-talet e.Kr. befolkade bajuvarer (bajrare) och langobarder regionen tillsammans med de romaniserade infödda. Det tillhörde Frankerriket och kom sedan under jarldömet Tyrolen fram till 1342 då det blev bayerskt, varpå det 1363 blev en habsburgsk besittning och alltså tillföll Österrike, till vilket det hörde fram till 1919. 
Efter första världskriget fick Österrike avträda Sydtyrolen till Italien inkluderat den italiensktalande provinsen Trento (Welschtirol) samt Istrien med hamnstaden Trieste, som på den tiden mestadels var befolkad av italienare. Italienska nationalister hade länge framfört krav på att införliva de italienskspråkiga områdena med Italien, och möjligheten att annektera dem var huvudanledningen till att Italien bröt trippelalliansen och istället gick med i kriget på ententens sida. Befolkningen i Sydtyrolen (utom Trento) bestod då nästan helt av tysktalande, förutom i de större städerna där det fanns en minoritet italiensktalande. I de östra delarna var ladinska det största språket. 
När Benito Mussolini kom till makten infördes en aggressiv italieniseringspolitik. 1923 förbjöds tyska i skolan, i medierna, i förvaltningen och i domstolarna. Ortnamn och familjenamn italieniserades.. Talrika bosättare från Syditalien, Veneto och Friuli bosatte sig på mark som den italienska staten exproprierat. Inflyttningen och bosättningen genomfördes med politiskt, militärt och finansiellt stöd av den fascistiska regeringen.
I samband med alliansen mellan Adolf Hitler och Benito Mussolini erbjöds de tysktalande möjlighet att flytta till Tyskland och många gjorde det. Löftet att få nya hem nära Alperna sveks dock och en stor del flyttade tillbaka till Sydtyrolen efter kriget. Under kriget tjänstgjorde en del i tyska och en del i italienska förband.
Efter kriget tvingades Italien att gå med på krav på att garantera de tyskspråkigas rätt till sitt eget språk och kultur, dock utan folkomröstning om vilket land området skulle höra till. Sydtyrolen slogs ihop med den italienskspråkiga provinsen Trento för att bilda regionen Trentino-Alto Adige, därigenom undvek Italien att skapa en tyskspråkig region som med kraft skulle kunna verka för kravet på återförening med Österrike. Detta stred mot de tyskspråkigas krav på stopp mot fortsatt italienisering. 1960 påbörjades därför en bombkampanj riktad mot den italienska statens byggnader och anläggningar. 1969 kom den italienska staten och de sydtyrolska ledarna överens om en ny lagstiftning för att säkra det tyska språkets och den tyska kulturens fortlevnad i Sydtyrolen. Detta innebär bland annat att man måste deklarera om man är tysk- eller italienskspråkig om man ställer upp som kandidat i allmänna val och att alla skolbarn måste lära sig både italienska och tyska i skolorna. Sedan dess har situationen varit stabil i Sydtyrolen med hög sysselsättning och en god ekonomisk tillväxt.

## Geografi

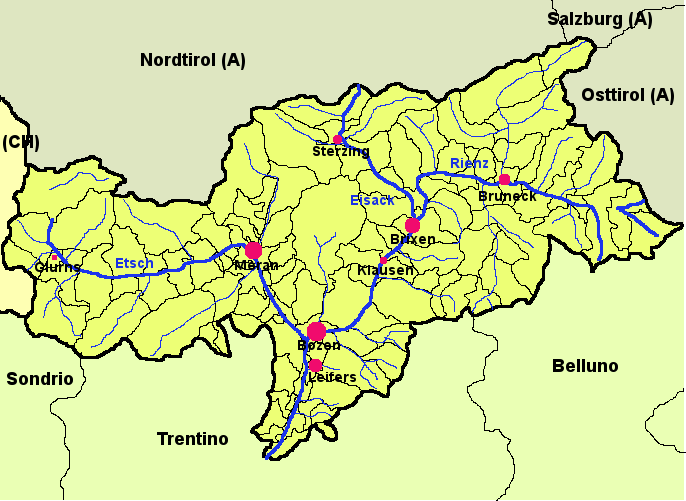
Karta över Sydtyrolen.

Med en yta något större än Uppsala län i Sverige utgör Sydtyrolen Italiens till ytan största provins. Befolkningen är koncentrerad till huvuddalgångarna kring Eisack, Etsch och Rienz, liksom i de största sidodalarna, framförallt Ultental, Sarntal, Passeier och Ahrntal. De flesta byar och gårdar ligger mellan 300 och 1 200 meter över havet. I Sydtyrolen finns talrika omfattande alpbetesmarken med säsongsvis fäboddrift, liksom omfattande skogsområden mellan 800 och 1 800 meter över havet.

### Angränsande provinser
I norr och öster gränsar Sydtyrolen till de österrikiska förbundsländerna Tyrolen och Salzburg; i väster till den schweiziska kantonen Graubünden; i sydost till de italienska provinserna Belluno, (i regionen Veneto); i syd till provinsen Trento; i sydväst till provinsen Sondrio (regionen Lombardiet). Sedan Tyrolens delning 1919 löper gränsen mellan Sydtyrolen och Tyrolen längs vattendelaren i Alperna. Den mest kända alpövergången är Brennerpasset.

### Dalar
Huvuddalarna är Etschtal, Eisacktal, Vinschgau och Pustertal.

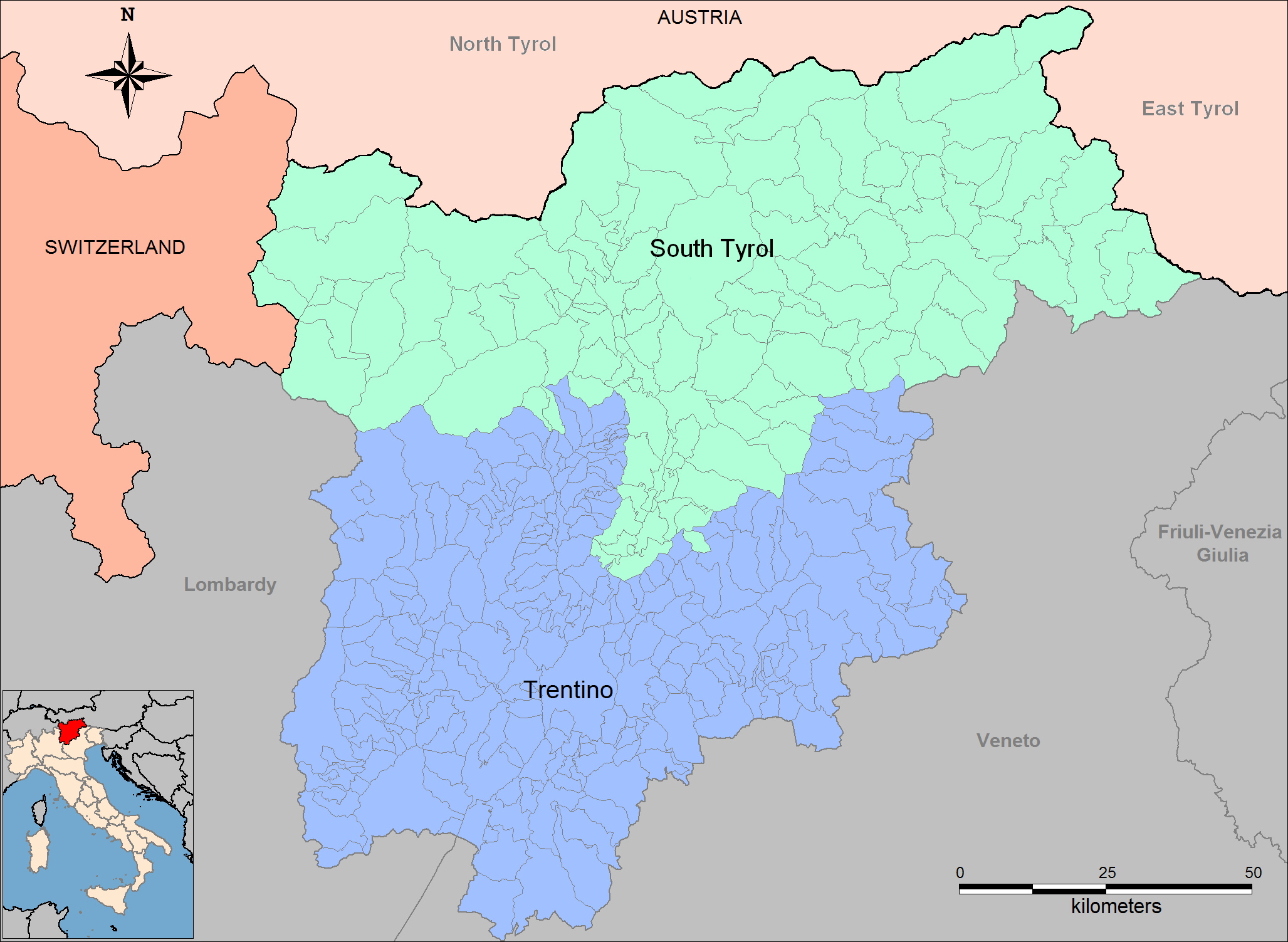

### Sjöar
Sjöar i Sydtyrolen: 
- Reschensee
- Kalterer See (Kaltern)
- Haidersee
- Karersee
- Pragser Wildsee
- Vernagt-Stausee
- Montiggler Seen (Überetsch)
- Mühlwalder See
- Toblacher See

## Administrativ indelning

### Sekundärkommuner
Sydtyrolens 116 kommuner tillhör sju sekundärkommuner (Bezirksgemeinschaften). Residensstaden Bolzano utgör själv den åttonde sekundärkommunen. Sekundärkommunerna ansvarar för samordning av den kulturella, sociala, ekonomiska och ekologiska utvecklingen hos medlemskommunerna. Dessutom har de övertagit ett flertal arbetsuppgifter från både den självstyrande provinsen och från primärkommunerna. Bland dessa finns socialtjänsten och miljövården.
| Sekundärkommun      | Huvudort   | Yta       | Befolkningsstorlek |
| ------------------- | ---------- | --------- | ------------------ |
| Bolzano             | Bolzano    | 52 km²    | 100.808            |
| Burggrafenamt       | Merano     | 1.101 km² | 88.300             |
| Überetsch-Unterland | Neumarkt   | 424 km²   | 63.000             |
| Salten-Schlern      | Bolzano    | 1.037 km² | 44.400             |
| Eisacktal           | Brixen     | 624 km²   | 44.500             |
| Pustertal           | Bruneck    | 2.071 km² | 73.000             |
| Vinschgau           | Schlanders | 1.442 km² | 34.307             |
| Wipptal             | Sterzing   | 650 km²   | 18.220             |

### Primärkommuner

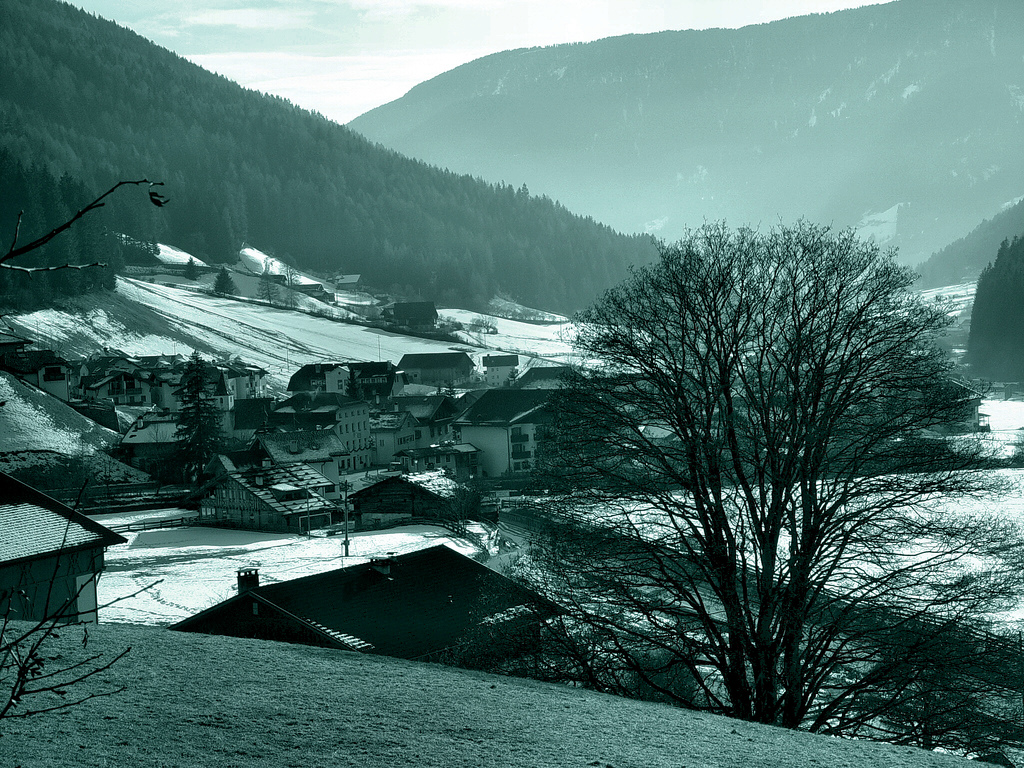
Astfeld

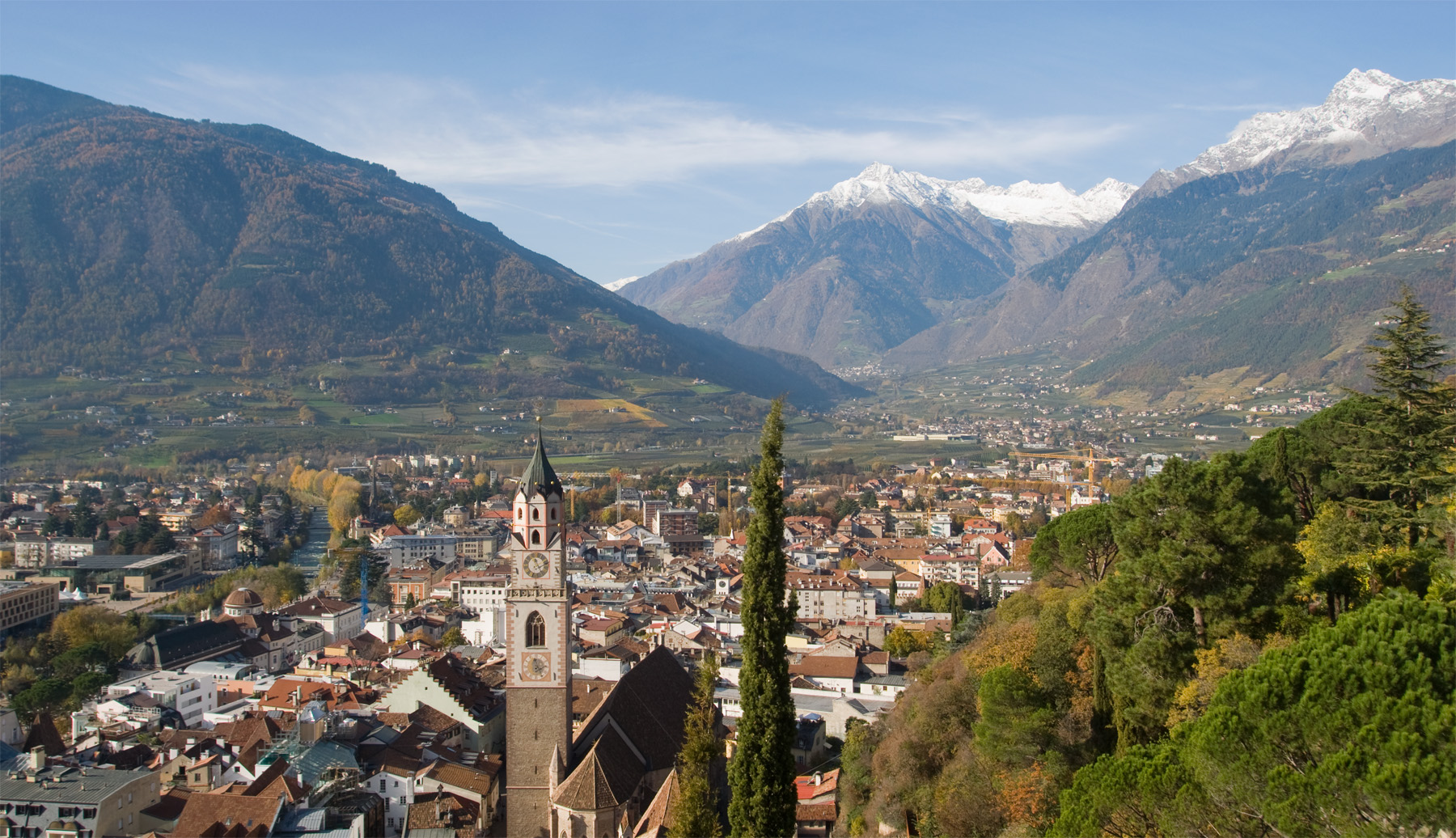
Meran

Största kommunerna
(till och med 1 december 2005)
| Tyskt namn                | Italienskt namn               | Invånare |
| ------------------------- | ----------------------------- | -------- |
| Bozen                     | Bolzano                       | 98.657   |
| Meran                     | Merano                        | 35.602   |
| Brixen                    | Bressanone                    | 19.504   |
| Leifers                   | Laives                        | 15.962   |
| Bruneck                   | Brunico                       | 14.148   |
| Eppan an der Weinstraße   | Appiano sulla Strada del Vino | 13.325   |
| Lana                      | Lana                          | 10.458   |
| Kaltern an der Weinstraße | Caldaro sulla Strada del Vino | 7.307    |
| Ritten                    | Renon                         | 7.147    |
| Sarntal                   | Sarentino                     | 6.669    |
| Kastelruth                | Castelrotto                   | 6.247    |
| Sterzing                  | Vipiteno                      | 5.947    |
| Schlanders                | Silandro                      | 5.908    |
| Ahrntal                   | Valle Aurina                  | 5.641    |
| Naturns                   | Naturno                       | 5.201    |
| Latsch                    | Laces                         | 5.050    |

## Självstyrelse och politik

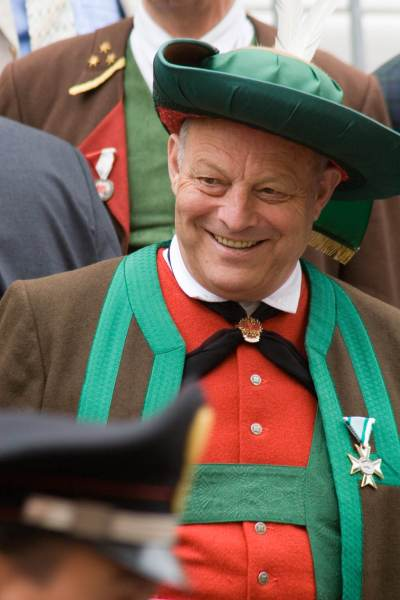
Luis Durnwalder, Sydtyrolens guvernör

Sydtyrolen bildar tillsammans med Trento regionen Trentino-Alto Adige, en av de fem italienska regionerna som är utrustade med egen regional lagstiftningsmakt och därför betecknas som autonom region med särskild status i den italienska författningen. Denna regionala autonomi är snarast begränsande för det sydtyrolska självbestämmandet, då de italiensktalande från Trento utgör majoritet. Sedan 1972 förfogar den med Sydtyrolen identiska provinsen Bolzano, liksom provinsen Trento, över ett eget självstyre, som i realiteten ger dem samma ställning som en autonom region. Provinsen Sydtyrolen har rätt att lagstifta angående offentlig förvaltning, byggnadsplanering, hantverk, mått och marknader, jakt och fiske, kommunikationer och transporter, turisttrafik, hotell, restauranger, jordbruk, förskolor, skolbyggnation. Denna lagstiftning är bindande även för den italienska staten. Självstyrelsen finansieras genom att cirka 90 % av den statliga omsättnings-, inkomst- och bolagsskatt som uppbärs i Sydtyrolen återgår till provinsförvaltningen. I gengäld ansvarar provinsen självt för verksamheter som skolväsende, sjukvård och vägar som i det övriga Italien finansieras med statsmedel.

### Lantdagen
Der sydtyrolska lantdagen (it. Consiglio provinciale) är det självstyrande provinsens lantdag. De 35 ledamöterna väljs för fem år. Lantdagsledamöterna är på samma gång ledamöter i regionalstyrelsen (Consiglio regionale) för den överordnade regionen Trentino-Alto Adige. 

#### Mandatfördelning 2008
Vid lantdagsvalen 2008 gick det dominerande partiet, Südtiroler Volkspartei, tillbaka men fick ändå en egen majoritet.
| Parti                        | Röstandel | Mandat |
| ---------------------------- | --------- | ------ |
| Südtiroler Volkspartei (SVP) | 48,1 %    | 18     |
| Die Freiheitlichen           | 14,3 %    | 5      |
| Frihetens folk (PDL)         | 8,3 %     | 3      |
| Demokratiska partiet (PD)    | 6,0 %     | 2      |
| Verdi Grüne Vërc             | 5,8 %     | 2      |
| Süd-Tiroler Freiheit         | 4,9 %     | 2      |
| Union für Südtirol (UfS)     | 2,3 %     | 1      |
| Lega Nord                    | 2,1 %     | 1      |
| Unitalia                     | 1,9 %     | 1      |

#### Mandatfördelning 2013
| Parti                                                                   | Röstandel | Mandat |
| ----------------------------------------------------------------------- | --------- | ------ |
| Südtiroler Volkspartei (SVP)                                            | 45,7 %    | 17     |
| Die Freiheitlichen                                                      | 17,9 %    | 5      |
| Verdi Grüne Vërc, en lokal gren av Federazione dei Verdi                | 8,7 %     | 3      |
| Süd-Tiroler Freiheit                                                    | 7,2 %     | 3      |
| Forza Alto Adige - Lega Nord, en lokal gren av Lega Nord                | 2,5 %     | 1      |
| Demokratiska partiet (PD)                                               | 6,7 %     | 2      |
| Union für Südtirol (UfS)                                                | 2,1 %     | 1      |
| L’Alto Adige nel cuore, en lokal gren av Framtid och frihet för Italien | 2,1 %     | 1      |

### Provinsregeringen
Sydtyrolens provinsregering (tyska: Landesregierung) (italienska: Giunta provinciale) står under ledning av en guvernör (tyska: Landeshauptmann) (italienska: Presidente) och består förutom av denne, av två ställföreträdande guvernörer och nio lantråd. Provinsregeringen väljs bland lantdagens ledamöter av landtagen vid en sluten omröstning. Genom den italienska författningsändringen 2001 har Sydtyrolen självbestämmande över vilken regeringsform man vill tillämpa (om man vill kan man till exempel införa direktval av guvernören). Den nuvarande guvernören är sedan 2014 Arno Kompatscher (SVP). Ställföreträdare är sedan 2019 Guiliano Vettorato (Lega Nord) och Daniel Alfreider (SVP) samt sedan 2020 Waltraud Deeg (SVP)

### Politik

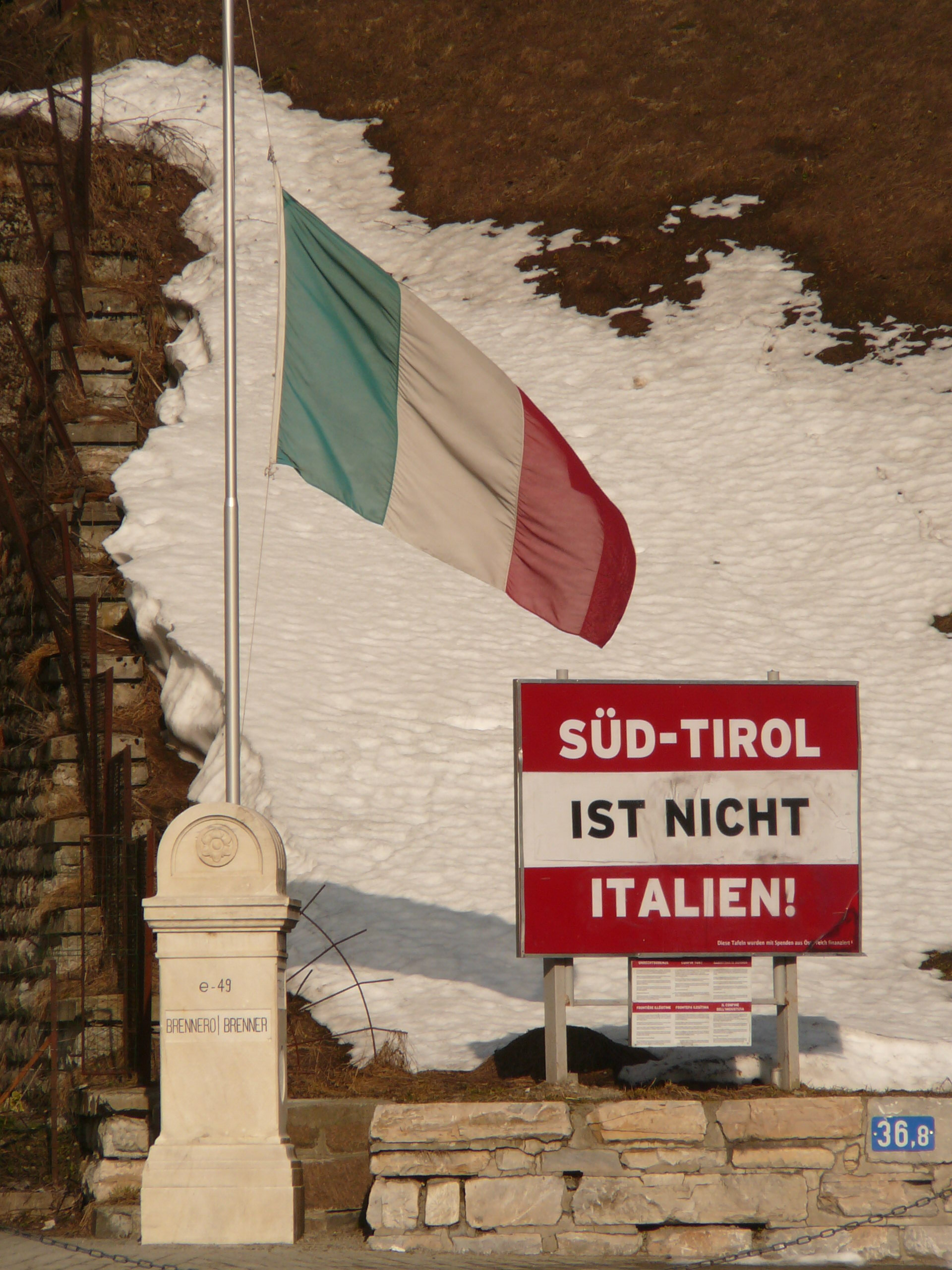
Den sydtyrolska irredentismen är inte död, trots att majoritetspartierna givit upp kravet på återförening med Österrike.

Sydtyrolens politiska historia har sedan andra världskrigets slut dominerats av det sydtyrolska folkpartiet, (Südtiroler Volkspartei) (SVP). Detta samlingsparti för alla tysk- och ladinskspråkiga sydtyrolare har sedan 1945 haft en egen majoritet i lantdagen. Vid kommunalvalen 2005 blev SVP:s kandidater borgmästare i 107 av 116 kommuner. I kommuner med italiensk majoritet gick SVP tidigare i förbund med mäktiga kristdemokratiska partiet (Democrazia Cristiana). Tysktalande väljare röstar även på Union für Südtirol, Süd-Tiroler Freiheit och Die Freiheitlichen. Det sistnämnda partiet är provinsens näst största parti. De italiensktalande väljarna röstar främst på Frihetens folk (Popolo della Libertà), vilket är provinsens tredje största parti. Före 1990-talets mutskandaler i den italienska politiken röstade de flesta italiensktalande på det neofascistiska Movimento Sociale Italiano. Detta partis omedelbara efterföljare är det högerradikala Unitalia. I Sydtyrolens lantdag finns även representanter för  Lega Nord. Bland de ladinskspråkiga är SVP det största partiet. Det ladinska Ladins-Moviment Politich Ladins har inte fått tillräckligt med röster för att få säte i lantdagen. Sydtyrolens gröna parti vänder sig till väljare ur alla tre språkgrupperna.
Inför 150-årsminnet av Italiens enande förklarade Luis Durnwalder att Sydtyrolen inte skulle delta i firandet, eftersom "de tysktalande inte har något att fira. Ingen frågade oss 1919 om vi ville bli italienare. 1861 var vi inte italienare och 1919 blev vi inte tillfrågade om vi ville flytta från Österrike till Italien." Detta uttalande ledde till en lång kontrovers med republikens president. Durnwalder har tidigare förklarat, att vid en folkomröstning så skulle majoriteten av Sydtyrolens folk rösta för en återförening med Österrike.

## Demografi

### Språk
Officiella myndighetsspråk i Sydtyrolen är tyska (70 %), italienska (25 %) och ladinska (5 %).

## Media
De ledande tidningarna är tyskspråkiga Dolomiten och italienskspråkiga Alto Adige - Corriere delle Alpi.

## Näringsliv

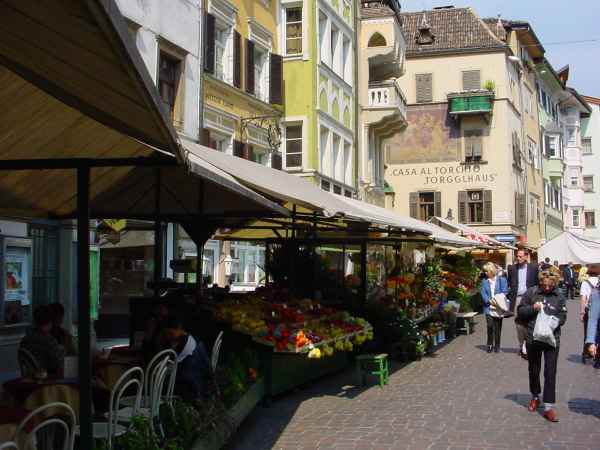
Fruktmarknad på Bolzanos gågata Lauben-Via dei Portici

Sydtyrolen är den rikaste regionen i Italien. Sydtyrolens äppelodlingar utgör 10 % av all äppelproduktion i EU. Sydtyrolen har blivit känt för att man ständigt tycks ha en uppåtgående konjunktur och inte hamnar i ekonomiska nedgångar. Sydtyrolen har mycket låg arbetslöshet.
Turismen spelar en viktig roll, inte minst skidorterna.

## Statens ämbetsverk i Sydtyrolen
Den italienska statens representant i Sydtyrolen utgörs av regeringskommissarien, som utnämns av det italienska ministerrådet (centralregeringen). Han leder det statliga regeringskommissariatet och har följande huvuduppdrag:
- Samordnar de statliga befogenheterna i provinsen och utövar uppsikt över de statliga myndigheter som har sin verksamhet inom denna (med undantag för domstolarna, försvaret och statsjärnvägarna).
- Utövar uppsikt över de från staten till provinsen och till kommunerna överförda ansvarsområdena och meddelar guvernören (provinsregeringens ordförande) sina invändningar.
- Utöva alla de till prefekten tidigare tillhörande ämbetsåligganden, såvitt de inte genom autonomistatuterna eller genom andra lagar överförts till regionen, provinsen eller andra statliga myndigheter.

Regeringskommissarien ansvarar för upprätthållande av allmän ordning och säkerhet, och är i denna egenskap underställd inrikesministern. Han samordnar och leder de statliga ordningsmyndigheterna och kan därvid påkalla militär hjälp. Vidare övervakar han de kommunala myndigheter som utövar statliga befogenheter (folkbokföring, allmänna val). Han kan utnämna egna kommissarier, som övertar ledningen i stället för de folkvalda organen, när dessa på grund av säkerhetsskäl blivit upplösta.

## Kommunikationer
Läget längs med axeln München–Innsbruck–Verona har historiskt betytt mycket för förbindelserna med omvärlden och är en av de nord-sydliga transportvägarna i Alperna som annars har bergskedjor i öst-västlig riktning vilket försvårar passager i nord-sydlig riktning. Brennerpasset som utgör gräns mellan Italien och Österrike genomkorsas av en motorväg, en landsväg och en järnväg på omkring 1370 m ö.h. För att vara i Alperna är det en mycket låg passhöjd, och möjliggör att passet är farbart även under vinterhalvåret, utan att en tunnel byggts.
Samtidigt har läget medfört en svår trafikbelastning då mycket lastbilstrafik på motorvägen och godstrafik på järnvägen ofta blockerar transportsystemet, tung trafik som på grund av de snäva kurvradierna i bergen och stigningarna måste köra långsamt på låga växlar vilket belastar närmiljön. En omkring 55 kilometer lång Brennerbastunnel kommer att byggas, för att göra det möjligt att köra höghastighetståg och godståg utan att dessa saktas ned av stigningarna. Tunneln beräknas stå färdig år 2026.[källa behövs]

## Världsarv i provinsen
- Dolomiterna som delvis ligger i provinsen är världsarv sedan 2009.

## Personer från Sydtyrolen
- Ötzi
- Oswald von Wolkenstein
- Christian Kuntner
- Reinhold Messner
- Giorgio Moroder
- Gustav Thöni
- Carolina Kostner
- Jannik Sinner